# Maison de la Corporation des tanneurs (Gand)
La Maison de la Corporation des tanneurs (Gildehuis der Huidevetters en néerlandais) surnommée Het Toreken (la tourelle) est un édifice classé de style gothique situé au centre de la ville de Gand, dans la province de Flandre-Orientale en Belgique.
Elle est aussi appelée ambachtshuis van de huidenvetters ou neringhuis vand de huidevetters.

## Localisation
La Maison de la Corporation des tanneurs se dresse à l'angle de la place du Marché du Vendredi (Vrijdagmarkt) et de la Kammerstraat, non loin des tours romanes de l'église Saint-Jacques.

## Historique
Het Toreken, qui fut la Maison de la Corporation des tanneurs, date de 1451-1483,.
En 1542, elle fait l'objet d'une vente publique après que l'empereur Charles Quint, qui était natif de Gand, eut mis fin au pouvoir des guildes.
Elle est actuellement propriété de la Ville de Gand.

## Classement
L'édifice est classé comme monument historique depuis le 13 octobre 1943 et figure à l'inventaire du patrimoine immobilier de la Région flamande sous la référence 26075.

## Architecture
La Maison de la Corporation des tanneurs est une maison d'angle édifiée en pierre de Balegem (Balegemse steen ou Ledesteen).
Du côté de la Kammerstraat, elle présente une façade de trois travées qui compte trois niveaux plus un pignon, séparés par des cordons de pierre.
Les étages sont percés de grandes fenêtres à croisée de pierre.
La façade, soutenue par de nombreuses ancres de façade, se termine par un beau pignon à gradins percé de petites fenêtres carrées à meneau de pierre.
Mais l'élément le plus remarquable de l'édifice est la tourelle d'escalier cylindrique qui en occupe l'angle. Rythmée par des cordons de pierre qui prolongent ceux de la façade, elle est percée de petites fenêtres carrées. Les deux niveaux supérieurs, situés à hauteur du pignon à gradins, sont plus étroits et sommés d'un belvédère octogonal en bois couronné d'un toit d'ardoises. Ils intègrent une belle lucarne-poulie située sur l'angle.
La façade orientée vers la place du Marché du Vendredi (Vrijdagmarkt) compte quatre travées percées de grandes fenêtres à croisée de pierre. Elle est surmontée d'une toiture percée de trois niveaux de petites lucarnes triangulaires.

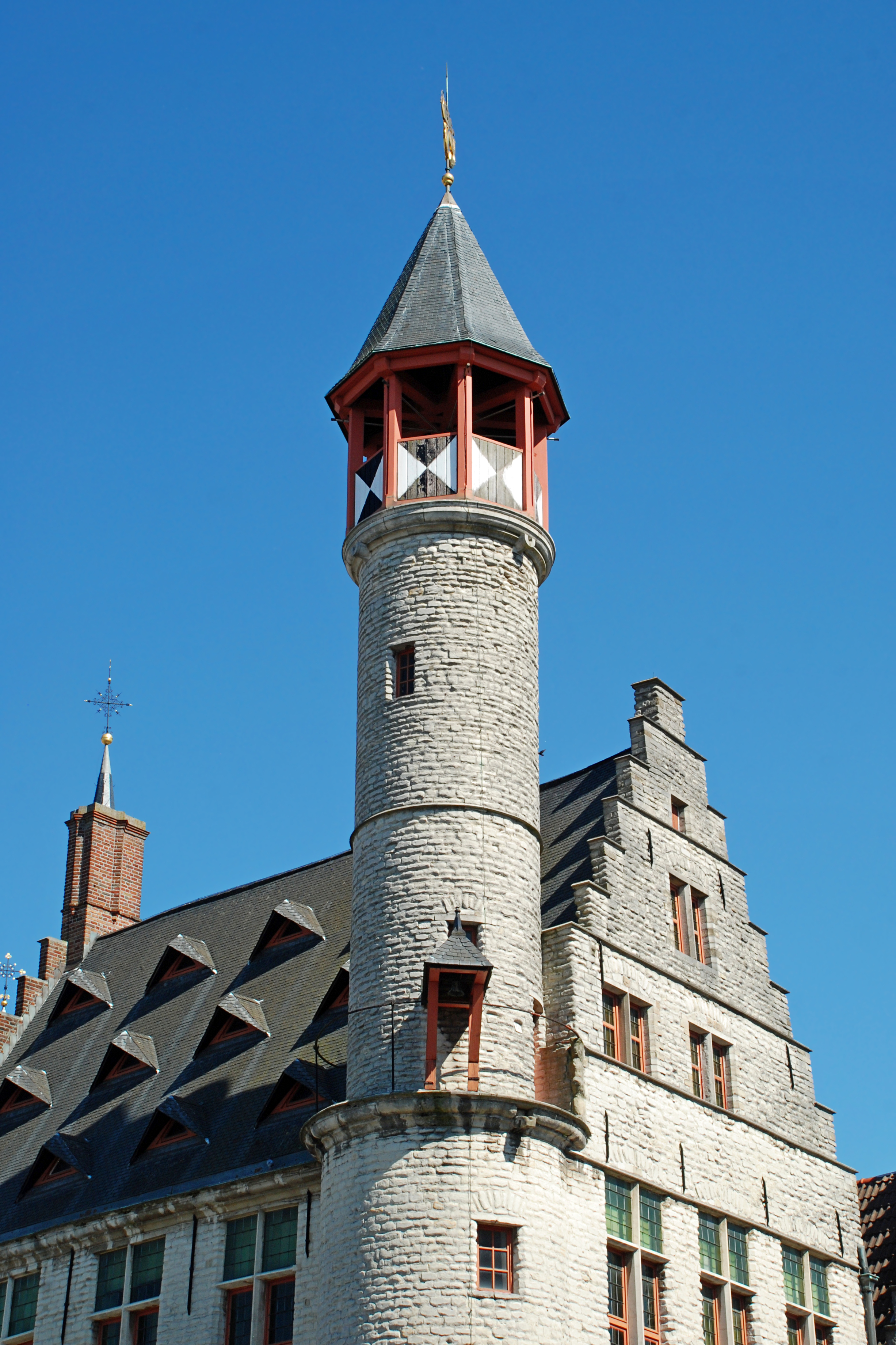
La tourelle.
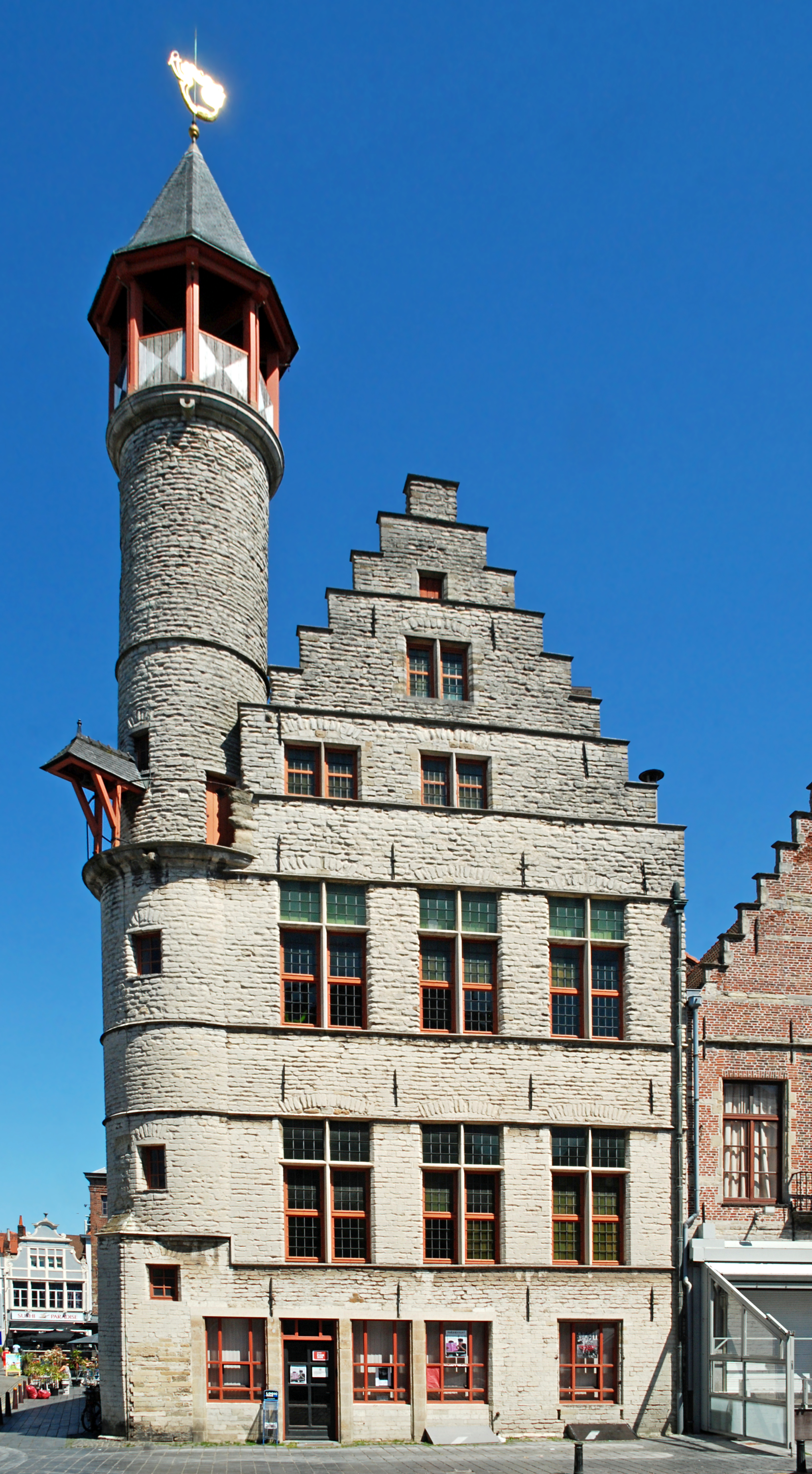
La façade.
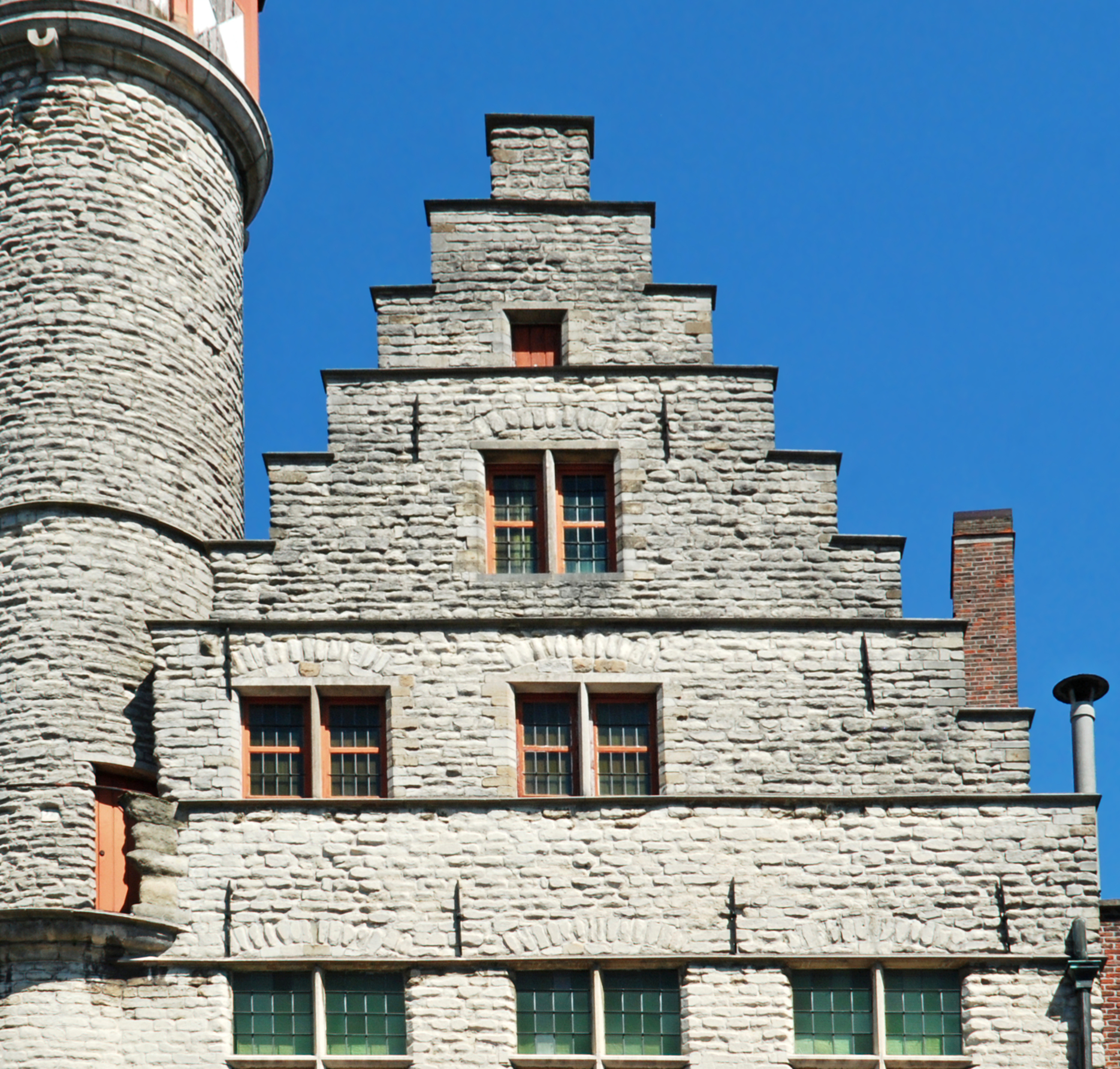
Le pignon.